# بهرخ خوشنویس
بهرخ خوشنویس (به انگلیسی: Behrokh Khoshnevis) استاد مهندسی صنایع دانشگاه کالیفرنیای جنوبی است. او مدرک لیسانس خود را از دانشگاه صنعتی شریف و فوق لیسانس و پی‌اِچ‌دی خود را از دانشگاه ایالتی اکلاهما دریافت کرد. او در سال ۲۰۱۹ به عضویت در آکادمی ملی مهندسی انتخاب شد.